# No Show Museum
No Show Museum — первый в мире музей, целиком посвящённый ничто и его воплощениям в истории искусства. Музей был создан в 2013 году швейцарским художником-концептуалистом и куратором Андреасом Хойссером. В нём представлены работы таких всемирно известных художников XX—XXI веков, как Марина Абрамович, Йозеф Бойс, Даниэль Бюрен, Маурицио Каттелан, Марсель Дюшан, Ханс Хааке и другие. Всего коллекция включает в себя около 400 экспонатов.
Музей существует в двух формах — как виртуальная экспозиция и как передвижное пространство, расположенное в автобусе, приспособленном для размещения временной выставки, который ежегодно устраивает турне, делая остановки в музеях, галереях и общественных местах в разных странах.

## Ничто как эстетическая категория
В течение XX века ничто стало осознаваться как самостоятельная эстетическая категория. Интерес к этому феномену подтолкнул художников и критиков к переосмыслению традиционных практик создания произведения искусства. В результате возникли новые способы интерпретации пространства, времени и материи. Дать определение «ничто» практически невозможно, любая попытка описать «ничто» или придать ему материальную форму заранее обречена на неуспех, и именно это подталкивало художников к работе с этим понятием и возможностями его репрезентации, что вылилось в создание многочисленных произведений, в центре которых так или иначе оказывается «ничто».
Примеры того, как «ничто» может быть осмыслено в произведении искусства:
- пустые холсты или картинные рамы, выставленные вместо картин;
- музыкальные произведения, состоящие из пауз и тишины;
- инсталляции и скульптуры из воздуха и других невидимых материалов;
- пустые помещения, выставленные вместо экспонатов;
- галереи, которые закрыты на время проведения выставки[5].

## Концепция музея
Виртуальная экспозиция воспроизводит традиционное устройство художественного музея. Она условно разделена на четыре «этажа», на каждом из которых располагаются два крыла. Каждая часть музея представляет один из способов трактовки «ничто» в искусстве. Всего в экспозиции представлено восемь различных категорий ничто: Ничто как отказ, Ничто как уничтожение, Ничто как пустота, Ничто как невидимое, Ничто как редукция, Ничто как лакуна, Ничто как высказывание и Ничто как понятие. Каждый раздел сопровождается кратким комментарием.

### Ничто как отказ
Ничто как отказ определяется куратором как «искусство творить ничто» (игра слов: нем. nichts tun — может переводиться как «бездельничать» и дословно как «делать ничто»). Работы в этом разделе связаны с мотивом намеренного отречения от какой-либо деятельности: например, отказом художника создавать картины (См. напр.: Эд Янг, Can’t paint, 2012).

### Ничто как уничтожение
В этом разделе собраны работы, объединённые мотивом исчезновения или разрушения. Здесь располагается знаменитая работа Роберта Раушенберга «Стёртый рисунок де Кунинга» (1953 год), а также фотографии, документирующие акцию Сантьяго Сьерры «Сожжённая галерея» (1997 год).в галерее Art Deposit, Мехико.

### Ничто как пустота
Пустота — вероятно, наиболее частая ассоциаций с «ничто». Кураторы No Show Museum определяют пустоту как «отсутствие». Это один из самых больших отделов музея, занимающий весь «первый этаж» целиком. Самый известный художник, обращавшийся к идее пустоты — Ив Кляйн. Здесь представлены сразу несколько его работ: The Void Room (1961 год), Zone de Sensibilité Picturale Immatérielle (1959 год) и Le Saut dans le Vide (1960 год).

## Передвижная экспозиция
В июле 2015 года No Show Museum запустил первое выставочное турне. Передвижная выставка сделала остановки в 20 странах Центральной и Восточной Европы. Завершением турне стала выставка и презентация в Венеции в рамках 56-й Венецианской биеннале, организованная при поддержке фонда Pro Helvetia.
В рамках тура музей делал однодневную остановку и в России. Презентация выставки и встреча с куратором прошли в галерее ЛЮДА в Санкт-Петербурге 3 сентября 2015 года. На выставке были показаны 24 невидимые работы Ива Кляйна.